# Đa Phước Hội
Đa Phước Hội là một xã thuộc huyện Mỏ Cày Nam, tỉnh Bến Tre, Việt Nam.

## Địa lý
Xã Đa Phước Hội có diện tích tự nhiên là 9,20 km², dân số năm 2009 là 8.266 người, mật đô dân số đạt 898 người/km².

## Hành chính
Xã Đa Phước Hội được chia thành 6 ấp: 
| STT | Tên ấp     | Ghi chú        |
| --- | ---------- | -------------- |
| 1   | An Vĩnh I  | Trụ sở UBND xã |
| 2   | An Vĩnh II |                |
| 3   | An Nhơn I  |                |
| 4   | An Nhơn II |                |
| 5   | Phú Qưới   |                |
| 6   | Hội An     |                |